# Digimortal
«Digimortal» — индастриал-метал группа, образованная в 2004 году в Москве. Название представляет собой сочетание двух слов — «Digital» и «Mortal», вместе образующих выражение «цифровая смерть». Имя коллектива заимствовано от названия одноимённого альбома группы Fear Factory.

## История группы
В 2006 году группа сняла своё дебютное видео на песню «Белка и Стрелка». Клип попал в ротацию на телеканал «A-One», а также в проект www.videomusic.ru, где надолго становится лидером в рейтингах. В начале 2007 года Digimortal начинают работу над дебютным альбомом «Необратимость». Демо-версии песен были отправлены известному датскому метал-продюсеру Якобу Хэнсену (Jacob Hansen), который работал над альбомами таких групп, как Amatory, Raunchy, Heaven Shall Burn, Maroon, Volbeat и ещё более 50-ти коллективов из разных стран мира. После окончания работы над диском «Необратимость» Якоб Хэнсен написал в своём блоге 4 октября 2007 года: «Я только что закончил работу над альбомом замечательной российской индастриал-метал-группы Digimortal. Он просто фантастический! Превосходные песни и замечательные идеи, исполненные как порезы бритвы! Мне кажется, эти парни могут посоперничать с лучшими из лучших в мире! Фактически, я лишний раз убеждаюсь в том, что российские группы очень талантливы». Диск получился разноплановым, но в то же время он звучит как одно целое. «Необратимость» — это жёсткий сплав из мощных гитарных риффов, брутальных ударных, качественной электроники, пронизывающего баса и разнообразного вокала, от чистых высоких нот до гроула и скрима. В рамках поддержки диска DIGIMORTAL дают концерты в России и на Украине, участвуют в эфире программы «Хранитель снов» на радио «Эхо Москвы», а также дают часовой живой концерт в прямом эфире телеканала «О2ТВ» в рамках программы «Брать живьём».
Параллельно Digimortal начинает работу над своим следующим полноформатным альбомом. Весной 2008 года выходит сингл группы — «Страшнее меня». Пластинка оформлена как свободный интернет-релиз, содержит новый трек «Страшнее меня» с грядущего альбома, англоязычные версии любимых всеми «Белки и Стрелки» и «М. А. Ш. И. Н. Ы» с дебютного альбома «Необратимость», а также, кавер-версию хита группы The Prodigy — «Breathe».
В августе 2008 года группа принимает участие в ежегодном металлическом фестивале Red Alert, проходящем в Крыму, недалеко от Евпатории, а также выступает в поддержку концерта немецкой группы UNHEILIG в Москве. Весной-летом того же года музыканты заканчивают работу над вторым полноформатным диском «Клетка крови». В качестве гостя в песнях «Страшнее меня» и «Антарес» можно услышать голос экс-вокалистки группы «Слот» — Ульяны Елиной. Контракт на издание и распространение диска группа подписывает с ведущим российским металлическим лейблом CD-MAXIMUM. Дата релиза — 27 октября 2008 года. В поддержку диска DIGIMORTAL отправляется в тур по более чем тридцати городам России, Белоруссии и Украины.
11 сентября 2009 года выходит новый сингл группы — «Порох». В сингл также включены два ремикса от дэнс-метал-группы Xe-NONE (www.xe-none.com) на песню «Порох» и песню «Попробуй жить дальше» с альбома «Клетка Крови». Следом за релизом группа отправилась в тур и продолжила работу над материалом для новой пластинки.
После тура и серии концертов, посвящённых выходу сингла, в 2010 году по личным причинам группу покидают бас гитарист и вокалист Der Partizan и гитарист Reiner Reinhardt. Вскоре группа принимает решение записать новый полноформатный альбом. Саунд-продюсером диска вновь становится датчанин Якоб Хэнсен. В июле-августе группа плотно работает над материалом к альбому и затем в зеленоградской студии «Z-studio» записывает третий полноформатный альбом. Он получает название «Парад мёртвых планет» и в декабре 2010 года выходит на лейбле CD-MAXIMUM. Параллельно в группе появляются новые участники — гитарист Олег NEIL и бас-гитарист Кирилл CHEGGY. Обновленным составом группа отправляется в тур в поддержку нового диска.
В конце 2011 года в свет выходит новый сингл группы — «Те, кто спаслись». Радио-версия этой песни попадает в эфир программы «Родная речь» с Андреем Бухариным на «Нашем радио». В это же время группа впервые сотрудничает с немецкой группой Samsas Traum во главе с идейным лидером — Алексом Каште (Alexander Kaschte). Алекс сначала предлагает вокалисту Digimortal — Serdj’у записать русскоязычный вариант его песни Weena Morloch — «Kaputt!», а затем и вовсе выпустить официальную кавер-версию песни Samsas Traum — «Sisyphos». Трек выходит на номерном альбоме ремиксов и кавер-версий Samsas Traum, а выпущен на Trisol Records.
В 2012 году группа дает большие сольные концерты в Москве и Санкт-Петербурге и накапливает новый материал для новой пластинки. По личным причинам группу покидают гитарист — DIME, а затем и NEIL. В коллективе появляются новые музыканты — гитаристы KIRILL и ALEXEY. В этом составе группа приступает к записи своего четвёртого полноформатного альбома.
5 января 2013 года состоялся релиз четвёртого студийного альбома группы — «Сто ночей». По настроению пластинка стала продолжением темы предыдущего альбома. Отказавшись от работы с лейблами и положившись исключительно на собственные силы, музыканты сделали ставку на эксперименты с собственным звучанием. Следом за альбомом выходит официальный клип на заглавную песню альбома «Сто ночей». Видеоряд основан на патриотической тематике; съёмки проходили на настоящей подводной лодке. За первые две недели ролик набрал более семи тысяч просмотров на YouTube, не считая количества просмотров в социальных сетях. В начале февраля группа отыграла две презентации в Москве и Санкт-Петербурге. Весной 2013 года группа отправилась в гастрольный тур по городам России, Украины и Белоруссии. «Сто ночей Tour 2013» состоял из двух частей и на сей раз в географию впервые был включен Уральский регион. В сумме в рамках этого тура группа отыграла 26 концертов. Сразу по завершении второй части тура группа объявляет о юбилейном сольном концерте, который планируется 26 января 2014 года провести в московском клубе «Москва Hall». Так же группа объявляет о намерении снять на нём концертный DVD.
После релиза концертного DVD и тура в его поддержку группа объявляет о работе над новым полноформатником. Первый сингл, который увидел свет в 2015 году стал трек «Киберия». Одноимённое лирик-видео на песню появилось на канале группы в YouTube. В апреле 2015 года группа дала 10 концертов в рамках «Киберия-тура 2015».
12 декабря 2015 года состоялся релиз пятого студийного альбома DIGIMORTAL – "Дети Галактики". В песне "Скорость" в качестве гостевого вокала звучит голос Ольги Лаки (группа "Вирус").
В апреле 2016 года DIGIMORTAL отправляются в тур по 17-ти городам России. Бас-гитарист CHEGGY покидает группу, его заменяет DANIL, который по окончании тура становится официальным участником команды. Также группу покидает гитарист ART. К большому удивлению поклонников, барабанщик BORDO берет в руки гитару, а его место занимает MIRAN. За текущий год группа выпускает два официальных клипа – «На коленях» (режиссер – Александр Карчевский) и «Фараон» (режиссер – Александр Кадянов).
14 января 2017 года группа играет концерт в Москве, на котором снимает полноформатный DVD - "Мы есть будущее". В мае выходит первый официальный концертный аудио-альбом, который носит одноименное название с грядущим DVD. Спустя месяц, пианистка из Хабаровска Anastacia презентует свой дебютный инструментальный альбом "Tribute to Digimortal band". Композиции исполнены без нотных текстов и представляют собой творческую импровизацию. Осенью 2017 года группа отправляется в тур в поддержку DVD «Мы Есть Будущее». На этом этапе группу покидают BORDO и MIRAN, за ударную установку садится TOMAS.
26 января 2019 года состоялся релиз шестого альбома «Создатель». DIGIMORTAL проводят его открытое прослушивание в МузТорге на Таганке. Альбом выполнен в формате аудио-фильма, все песни объединены одним сюжетом, который дополняется спецэффектами: звуки взрывов, выстрелов и диалоги между персонажами. После релиза группа объявляет об очередной смене состава, на место ALEXEY и TOMASа, приходят VADIM и ANTON соответственно.
В апреле 2019го в клубе ТЕАТРЪ состоялась презентация нового альбома. Спустя пару месяцев выходят в свет два концертных клипа на песни "Новая эра" и "Фараон".
Осенью DIGIMORTAL отправляются в тур в поддержку нового альбома, посетив с концертами Минск, Воронеж, Краснодар, Ростов-на-Дону и Санкт-Петербург.
Весной 2020 выходит в свет новый сингл, который носит одноименное название – Digimortal. Группа экспериментирует со звучанием, сингл записан в пониженном строе.

## Состав группы

### Текущий состав
- SERDJ — вокал, клавишные, семплы
- ANTON — ударные
- VADIM — гитара
- BORDO — гитара
- G.R.I.M. — бас-гитара

### Бывшие участники
- MIRAN — ударные
- BORDO — гитара (ex-ударные)
- ART — гитара
- RAINER REINHARDT — гитара
- DIME O’KANT — гитара
- NEIL — гитара
- CORNELIUS — гитара
- KIRILL — гитара
- DER PAR+IZAN — бас-гитара, бэк-вокал
- PAUL HATE — ударные
- CHEGGY — бас-гитара
- ALEXEY — гитара
- TOMAS — ударные
- DANILA — бас-гитара

## Дискография

### Студийные альбомы
- 2007 — Необратимость
- 2008 — Клетка крови
- 2010 — Парад мёртвых планет
- 2013 — Сто ночей
- 2015 — Дети галактики
- 2019 — Создатель
- 2021 — Гравитация
- 2024 — Белое знамя

### Синглы
- 2008 — Страшнее меня
- 2009 — Порох
- 2011 — Те, кто спаслись
- 2015 — Киберия
- 2018 — Новая эра
- 2020 — Digimortal
- 2021 — Карма
- 2023 — Миражи
- 2023 — Новый человек